# 蓑島刺繍
株式会社蓑島刺繍（みのしまししゅう、英: MINOSHIMA Co.,Ltd. ）は、岐阜県瑞穂市に本社を構える刺繍生産加工業者。

## 概要
主に繊維に対する刺繍やプリントを得意とする二次加工専門社で、国内では東京都に営業所を置いている。また、国外においては中華人民共和国の上海に刺繍・プリント工場を設置、また青島にも製品プリント工場を設けている。

## 沿革
- 1976年（昭和51年）4月 - 創業。
- 1987年（昭和62年）12月 - 株式会社蓑島刺繍を設立。

## 事業所
- 本社（岐阜県瑞穂市）
- 東京営業所（東京都渋谷区）

## 関連会社
- 株式会社蓑島ロジスティックス
- 上海蓑島時装有限公司
  - 青島蓑島プロジェクトセンター